# Lindmania holstii
Lindmania holstii är en gräsväxtart som beskrevs av Julian Alfred Steyermark och Lyman Bradford Smith. Lindmania holstii ingår i släktet Lindmania och familjen Bromeliaceae. Inga underarter finns listade i Catalogue of Life.